# Scotopteryx sinuosa
Scotopteryx sinuosa är en fjärilsart som beskrevs av Edward P. Wiltshire 1970. Scotopteryx sinuosa ingår i släktet backmätare, och familjen mätare. Inga underarter finns listade.